# Resultados do Carnaval de Fortaleza em 2010
Resultado do Carnaval de Fortaleza em 2010

## Cordões
1º As Bruxas - 47 pts
2º Vampiros da Princesa - 43 pts
3º Princesa no Frevo - 41 pts

## Afoxés
- 1º Oxum Odolá - 57 pts
- 2º Filhos de Oyá - 55 pts

## Blocos
- 1º Afoxé Acabaca - 53 pts
- 2º Prova de Fogo - 49 pts**
- 3º Unidos da Vila - 49 pts**

## Maracatus
- 1º Rei de Paus - 59 pts
- 2º Nação Fortaleza - 56 pts
- 3º Az de Ouros - 54 pts

## Escolas de Samba
- 1º Unidos do Pajeú - 68 pts
- 2º Unidos do Acaracuzinho - 66 pts
- 3º Mocidade Independente da Bela Vista - 61 pts

## Blocos Tradicionais

### Grupo A
- 1º lugar - Os Vampiros - 149,7 pontos;
- 2º lugar - Os Tremendões - 148,5 pontos;
- 3º lugar - Os Feras - 148,4 pontos;

### Grupo B
- 1º lugar - Pierrot - 1º lugar com 149,6 pontos;
- 2º lugar - Dragões da Liberdade - 2º lugar com 148,3 pontos;
- 3º lugar - Os Lobos - 3º lugar com 147,8 pontos;

## Blocos Organizados
- 1º lugar -Os Gorjeadores - 98,4 pontos;
- 2º lugar -Os Liberais, 97,7 pontos;
- 3º lugar -Turma do Saco, 97,7 pontos;